# Nacionální bolševismus

Vlajka nacionálních bolševiků

Nacionální bolševismus, národní bolševismus, nazbol nebo nacbol je politické hnutí kombinující prvky radikálního nacionalismu (obzvláště ruského nacionalismu) a bolševismu. Je odlišný od národního komunismu. Alexandr Dugin označuje nacionální bolševismus za nauku, která se snaží sjednotit všechny protiliberální a protiatlantické síly.

## Původ a historie
Původ nacionál bolševismu se dá datovat s rokem 1919. Pojem byl poprvé užit v brožuře Levičáctví – dětská nemoc komunismu od Lenina. V roce 1919 vznikla v německé radikálně levicové Komunistické straně Německa/Spartakovcích opoziční frakce kolem Fritze Wolfheimma a Heinricha Laufenbergera, takzvaní „protistraničtí komunisté“ kteří později přijali nacionalistické myšlenky. Tuto ideologii, jež se velice rychle rozšířila do politického povědomí tehdejší doby, přejali v Rusku bělogvardějští intelektuálové z řad kadetů (konstitučních demokratů) kolem Nikolaje Ustrjalova.
Po krátké době byli němečtí nacionální bolševici a „levičáci“ vyloučeni z KPD/S. „Levičáci“ poté založili Komunistickou dělnickou stranu Německa a nacionální bolševici se rozplynuli do sítě různě velkých skupin a skupinek. Němečtí národní bolševici byl zlikvidováni nacistickým a ruští stalinským režimem. Nacionální bolševismus na dlouhou dobu zmizel a obnovil se až kolem ruských nacionálně bolševických intelektuálů a spisovatelů v čele s Eduardem Limonovem, Igorem Letovem a Alexandrem Duginem. Dugin pro neshody s Limonovem a Letovem stranu následně opouští.

## Situace v Rusku
Nejsilnější podporu má nacionální bolševismus v Rusku, kde působí ilegální Nacionálně bolševická strana Ruska vedená Eduardem Limonovem (1943–2020), která je součástí seskupení opozičních stran Jiné Rusko. Od ní se odštěpila produginovská Nacionálně bolševická fronta, která má k ruské vládě daleko pozitivnější vztah, a existují i další neformální národně-bolševické skupiny.

## Další země bývalého SSSR
Národní bolševici působí i v dalších zemích bývalé Sovětského svazu, obvykle se jedná o příslušníky tamních ruských menšin. V Lotyšsku působící Národně-bolševická strana (formálně o politickou stranu nejde) se pravidelně účastní oslav obsazení Lotyšska Rudou armádou a narušování Dne Lotyšské legie.

## Situace v České republice a na Slovensku

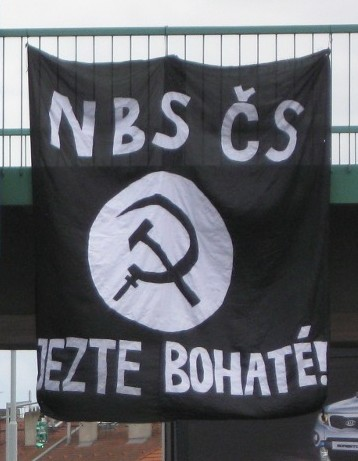
Kampaň Národně bolševické strany Československa v roce 2010

Nacionální bolševismus pronikl do České republiky na podzim roku 2006, skrze nacionalistickou frakci v Komunistickém svazu mládeže v čele s ideologem KSM Janem Ševčíkem. Ta byla následně vyloučena. V roce 2008 vznikla sloučením této frakce, československého občasníku Zítřek, části brněnského hnutí Ne základnám a některých brněnských anarchistů[zdroj?] Národně bolševická strana Československa. Centrum organizace a její činnosti je dlouhodobě v Brně, ale zasahuje i do Čech a na Slovensko. V roce 2010 se strana transformovala na hnutí a získala nový název „Černobílí - NacBol“.